# Alois Faller
Alois Faller (* 8. Januar 1812 in Höllsteig; † 14. August 1882 in New York City) war ein deutsch-amerikanischer Jurist, Revolutionär und Parlamentarier.

## Leben

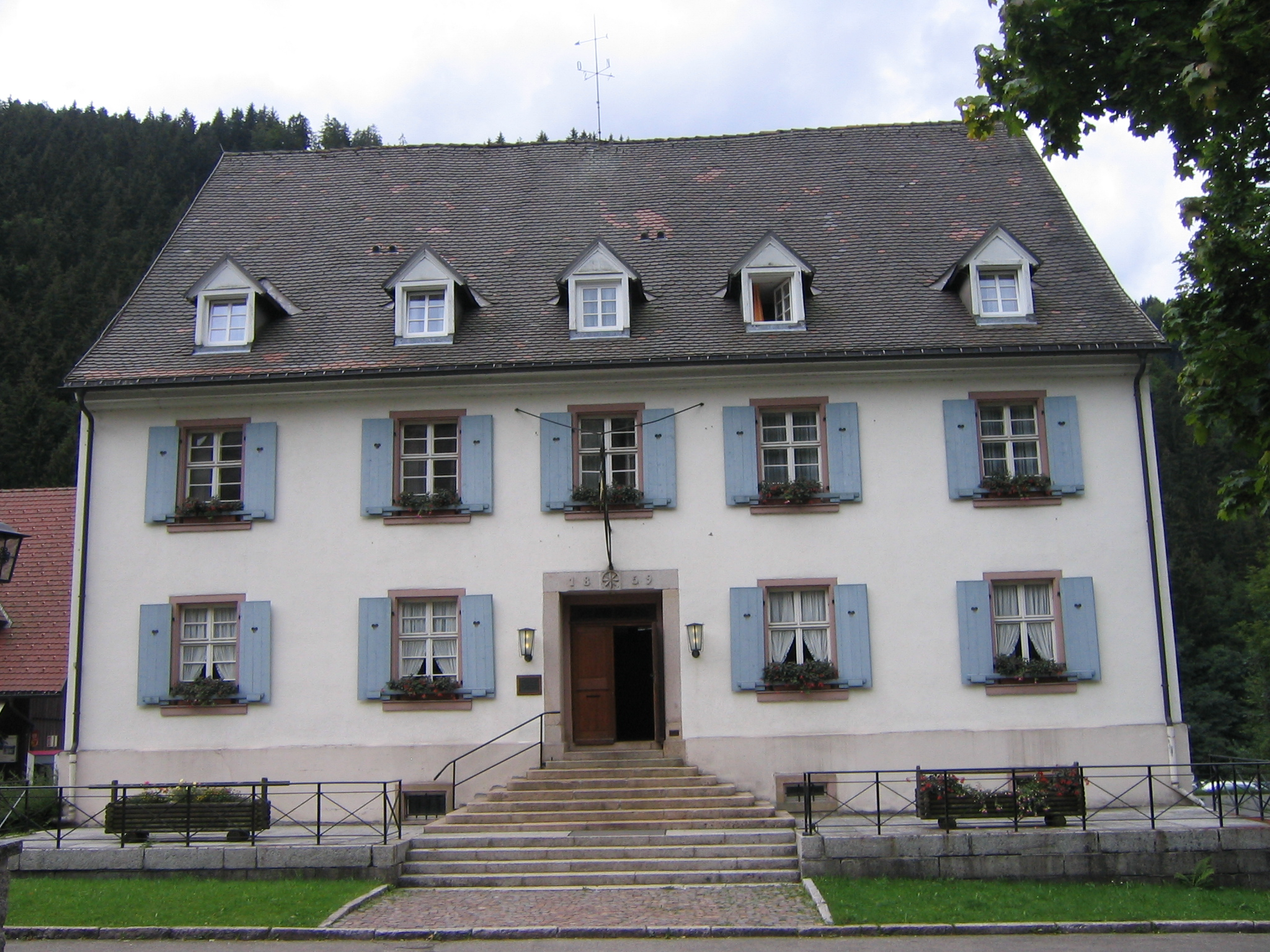
Zum Sternen, Alois Fallers Elternhaus

Alois Faller war ein Sohn des Inhabers des heute als Hofgut Sternen bekannten Wirtshauses Zum Sternen im Höllental. Er besuchte das Gymnasium in Freiburg im Breisgau und studierte Rechtswissenschaften an der Albert-Ludwigs-Universität Freiburg sowie in Gießen, Göttingen und Heidelberg. 1832 wurde er Mitglied des Corps Suevia Freiburg. Am 23. November 1837 wurde er in Heidelberg summa cum laude zum Dr. jur. promoviert; im selben Jahr hatte er schon sein juristisches Examen bestanden und war als Rechtspraktikant zugelassen worden. 1840 war er zunächst in Tauberbischofsheim tätig. 1845 wurde er Hofgerichtsadvokat in Freiburg im Breisgau. Er war Mitglied im Freiburger Volksverein, Wahlkommissär und anschließend Abgeordneter des Wahlbezirks VII (Stadtamt Freiburg, Landamt Freiburg, Breisach) zur Badischen verfassunggebenden Versammlung von 1849.
Nach Niederschlagung der Revolution war er einer der 18 von 68 badischen Abgeordneten, die in die USA emigrierten. Er war zunächst Latin Farmer im St. Clair County (Illinois). Von 1860 bis zu seinem Tod war er als Anwalt des deutschen Rechtsschutzvereins (Legal Aid Society) in New York City tätig.
Er war verheiratet mit Clara Margarethe, geb. Weigel, einer Nichte von Carl Joseph Anton Mittermaier. Das Paar hatte eine Tochter, Ida.
Alois Faller wurde auf dem Woodlawn Cemetery in der Bronx im Familiengrab des deutsch-amerikanischen Unternehmers Carl Hauselt beigesetzt.